# Jim Burns
Jim Burns (1953) é um ilustrador galês, notório por seus trabalhos realizados para diversas grandes empresas em seus mais de 30 anos de carreira. Entre seus diversos prêmios, consta um Hugo Award.